# آزمایش زندان استنفورد (فیلم)
آزمایش زندان استنفورد (انگلیسی: The Stanford Prison Experiment) فیلمی در ژانر مهیج است که در سال ۲۰۱۵ منتشر شد. نمایش نخست فیلم در جشنواره فیلم ساندنس در ۲۶ ژانویه ۲۰۱۵ بود.